# ボーリング・グリーン州立大学
ボーリング・グリーン州立大学（ボーリング・グリーンしゅうりつだいがく、英語: Bowling Green State University、通称: BGSU）は、アメリカ合衆国オハイオ州のボーリンググリーンにある州立の4年制研究大学である。本校舎ならびに学生寮と教員住宅はトレドの南約32キロメートルにある。学部学生数1万6920人（学部学生1万3853人）、教員と学生の比率は1対17名。 
本学はアメリカ全国で評価の高いプログラムと研究施設として、自然科学と社会科学、教育と芸術、経営経済、健康・ウェルネス、人文科学と応用技術の分野を数える。1910年に師範学校として認可を受け、当初は教員養成と教育を専門とした。小さな田舎の師範学校から総合的な公立研究大学へと発展すると、オハイオ州立大学システムに加わって以降、「研究活動が活発な博士課程大学」（R2）に分類される。
2019年時点で本学BGSUは学部課程8学部200超の講座と、修士課程と博士課程で構成される。学生数は1万9000人超を数え、そのうち学内の寮に暮らす学生は約6000人である。本学にはサテライト・キャンパスとして、同じ州内にBGSUファイアランズを維持し、所在地は本校舎の東側のヒューロンである。学生の大多数は本校舎で授業を受け、ファイアランズでは同じくおよそ2000人、さらに約600人はオンライン授業を受ける。オハイオ州出身者は、本学学生の約85%を占める。
活動中の学生団体は300件超があり、学生生活プログラムに含まれる。スポーツチームはそれぞれの分野で「ボウリング・グリーン・ファルコンズ」を名乗り、所属する区分はミッドアメリカン・カンファレンス（MAC）、アイスホッケーを除く全スポーツでNCAAディビジョンIに出場する。アイスホッケーに関しては、加盟先は中部大学ホッケー協会（Central Collegiate Hockey Association、de:Q835207）である。
学生寮のうち「マクドナルド・ホール」はウェブコミック「英: Mac Hall」の登場人物の名前に使われている。図書館の所蔵資料は70万タイトルを含む音楽ライブラリーに加えて、世界で3番目に大きいポピュラー音楽のコレクションがある。大学カラーは、茶色とオレンジである。

## スポーツ
ボーリング・グリーン州立大学のスポーツチームのニックネームはファルコンズ（Falcons）といい、マスコットはハヤブサのフレディーとフリーダ（Freddie、Frieda）と名付けられた。
全米大学体育協会（NCAA）の1-A部門リーグ（MAC）に加盟しており、中部大学ホッケー協会（CCHA）の一員として1984年に全米大学アイスホッケー選手権で優勝した。女子バスケットボールチームはNCAAのI部に所属し、2005年から3年連続でミッドアメリカン・カンファレンス（MAC）選手権優勝を重ねた。女子サッカーチームも2005年に王冠に輝いた。 
主なライバル校は、トレド大学ロケッツ。両大学は多くのスポーツで競い合っていて、毎年恒例のアメリカンフットボールの試合は、例年、テレビで全米に放送される。

## 著名な出身者

### 芸術家、作家等
- ティム・コンウェイ(Tim Conway)　俳優
- ロバート・パトリック　俳優 （『ターミネーター2』のT-1000役で有名）
- エヴァ・マリー・セイント　女優
- ジェイムズ・ボールドウィン 作家(1978年-1979年同大学教授)
- Bob Hartman 音楽家
- ジェイムズ・スウェアリンジェン 作曲家
- Ian McConville　ウェブコミックアーティスト

### スポーツ
- ネイト・サーモンド　バスケットボール殿堂入り選手
- フィル・ビラピアーノ アメリカンフットボール選手、第11回スーパーボウル優勝メンバー
- スコット・ハミルトン フィギュアスケーター、1984年サラエボオリンピックゴールドメダリスト
- オーレル・ハーシュハイザー メジャーリーグプレーヤー
- アンディ・トレーシー プロ野球選手
- デーブ・ウォットル 1972年ミュンヘンオリンピック陸上男子800mのゴールドメダリスト
- Mike Liut アイスホッケー選手
- ケン・モロー（英語版） アイスホッケー選手(氷上の奇跡)
- マーク・ウェルズ（英語版） アイスホッケー選手(氷上の奇跡)
- Paul Ysebaert アイスホッケー選手
- Ken Klee アイスホッケー選手
- マイク・ジョンソン アイスホッケー選手
- ロブ・ブレイク（英語版）　コロラド・アバランチ（アイスホッケー）の選手
- George McPhee　大学アイスホッケー年間最優秀選手、北米プロアイスホッケーリーグ（NHL）ワシントン・キャピタルズの現ゼネラルマネージャー

### その他
- ヴィクター・J・ボスキーニ・ジュニア（Victor J. Boschini, jr.）テキサスクリスチャン大学学長
- シャンタヌ・ナラヤン　アドビ社長およびCEO（2007年-）